# سلاجقة العراق
الدولة السلجوقية بسطت نفوذها إلى العراق وهمذان، في عهد عاهلها السابع ملكشاه الثاني بن بركياروق، وحكمت بغداد والري والحجاز والحرمين ما بين سنة 1105 و1194، كان الخلاف بين أفراد الأسرة السلجوقية ظاهراً في المنطقة، وتمرد الحكام المحليين (أتابك) على الأمراء نتيجة ضعف الحكومة المركزية، مما أوصلهم تدريجياً إلى السلطة وطالبوا بالحكم والاستقلال.

## سلاجقة العراق والخلفاء العباسيين
لم يكن للخلفاء سلطةً وتأثيراً سياسياً خلال هذه الفترة، وكانوا بمثابة الصورة الرمزية للخلافة الإسلامية، وعاصر  فترة سلاجقة العراق ثلاثة خلفاء: أحمد المستظهر بالله (512-487 هـ) المسترشد بالله (529-512 هـ) الراشد بالله (532-529 هـ) وكانت الهدايا المرسلة إلى الخليفة من قبل مختلف الملوك والأمراء هي الموارد المالية ولم يكن لدى الخليفة الفرصة لتشويه سمعة إمارة السلالات الحاكمة والموافقة عليها، ولكن تدخل أحيانًا في حل نزاعات الأمراء. بالإضافة إلى ذلك، كان ملجأ لأولئك الذين عزلهم واضطهدهم السلاطين؛ وقد لجأ هؤلاء إلى الخليفة للتوسط في حل الخلاف. ولم تخلو حياة الخلفاء من الحرب والاصطدامات مع سلاطين السلاجقة، فقد دخل السلطان محمود بغداد حيث عارضه الخليفة وانتقل إلى الغرب من المدينة، وخشي السلطان من تصرفات سيده وحاول سجنه، لكن أهل بغداد ثاروا دعماً للخليفة، ودافع جيش قوامه 30 ألف شخص عن الخليفة. مع وصول القوات المساعدة، نجح السلطان في كسب هذه الحرب واعتقال الخليفة، وذلك عام 521 هـ. وفي سنة 529هـ، حاول الخليفة العباسي من تعزيز قاعدته السياسية، فذهب إلى الحرب السلطان مسعود بن محمد، الذي كان في همدان في ذلك الوقت، وكان العديد من حكامه قد أعلنوا سراً تعاطفهم مع الخليفة. أندلعت الحرب بين الاثنين، انكسر جيش الخليفة وحلفاؤه، وقام السلطان مسعود بأسر الخليفة والقاضي والعلماء الذين رافقوه. 
كان القبض على الخليفة مأساة شديدة للمسلمين، من ناحية أخرى، طلب السلطان سنجر، الذي كان على ما يبدو علاقات جيدة مع الخليفة، من السلطان مسعود إطلاق سراح الخليفة في أسرع وقت ممكن وإعادته إلى بغداد. وبينما كان السلطان مسعود والخليفة يتفاوضان على السلام، هاجم 24 إسماعيليًا خيمة الخليفة وقتلوه. ومنذ أن حدث ذلك في معسكر السلطان مسعود، بويع الراشد ابنه الخليفة المقتول على الخلافة، وأقسم على محاربة الباطنية (الإسماعيليين) والثأر لأبيه المقتول، ولكن السلطان السلجوقي مسعود بن محمد بن ملكشاه سار إلى بغداد وحاصرها وأرغم الخليفة على الهرب إلى الموصل والاحتماء بعماد الدين زنكي وعندها جمع مسعود القضاة والشهود وكتب محضرا بخلعه. خلع من الخلافة في رمضان سنة 530هـ. ثم قتل على أبواب أصبهان في سنة 532 للهجرة.

## قائمة حكام السلاجقة العراق وهمذان
| ملكشاه الثاني بن بركياروق (1105 - 1105)         |
| غياث الدنيا والدين محمد بن ملكشاه (1105 - 1118) |
| مغيث الدين محمود الثاني بن محمد (1118 - 1131)   |
| داود بن محمود (1131 - 1132)                     |
| طغرل الثاني بن محمد (1132 - 1134)               |
| مسعود بن محمد (1134 - 1152)                     |
| ملكشاه الثالث بن محمود (1152 - 1153)            |
| محمد الثاني بن محمود (1153 - 1160)              |
| سليمان شاه بن محمود (1160 - 1161)               |
| ارسلان شاه بن طغرل (1161 - 1176)                |
| طغرل الثالث بن أرسلان شاه (1176 - 1194)         |

## أنظر أيضاً
- سلاجقة